# Copa Exmex 2007
La Copa Exmex fue un torneo de fútbol cuadrangular internacional y amistoso disputado entre Sporting Cristal, Liga Alajuelense, Universidad San Martín y Universidad Católica durante el receso debido a la Copa América 2007. El torneo se desarrolló en dos fechas, 12 y 14 de julio en el Estadio San Martín de Porres.
El equipo chileno se tituló campeón del torneo al imponerse a Universidad San Martín y Sporting Cristal por 4-1 y 1-0 respectivamente. Entre las figuras destacadas que integraron el equipo de Universidad Católica durante el 2007 se encontraban José María Buljubasich, Julio Gutiérrez, Luis Nuñez y Esteban Fuertes.

## Equipos participantes
|  | Sporting Cristal       |
|  | Universidad San Martín |
|  | Liga Alajuelense       |
|  | Universidad Católica   |

## Resultados
- Los horarios corresponden a la hora de Perú (UTC-5)

| Equipo                 | Pts. | PJ | PG | PE | PP | GF | GC | Dif |
| ---------------------- | ---- | -- | -- | -- | -- | -- | -- | --- |
| Universidad Católica   | 6    | 2  | 2  | 0  | 0  | 5  | 1  | +4  |
| Liga Alajuelense       | 4    | 2  | 1  | 1  | 0  | 5  | 1  | +4  |
| Universidad San Martín | 1    | 2  | 0  | 1  | 1  | 2  | 5  | -3  |
| Sporting Cristal       | 0    | 2  | 0  | 0  | 2  | 0  | 5  | -5  |

| 12 de julio de 2007, 1:30 | Universidad San Martín | 1:4 (0:1) | Universidad Católica                        | Estadio San Martín de Porres, Lima |                               |
|                           | Meza-Cuadra 55'        | Reporte   | Gutiérrez 23' 50' · Fuertes 56' · Núñez 87' | Árbitro(s): Miguel Magallanes      | Árbitro(s): Miguel Magallanes |

| 12 de julio de 2007, 3:30 | Sporting Cristal | 0:4 (0:2) | Liga Alajuelense                           | Estadio San Martín de Porres, Lima                              |                                                                 |
|                           |                  | Reporte   | Cunningham 30' 59' · Gabas 19' · Calvo 88' | Asistencia: 2.149 espectadores Árbitro(s): Víctor Hugo Carrillo | Asistencia: 2.149 espectadores Árbitro(s): Víctor Hugo Carrillo |

| 14 de julio de 2007, 1:30 | Universidad San Martín | 1:1 (1:1) | Liga Alajuelense | Estadio San Martín de Porres, Lima |  |
|                           | Salazar 18'            | Reporte   | Windell 39'      |                                    |  |

| 14 de julio de 2007, 3:30 | Sporting Cristal | 0:1 (0:1) | Universidad Católica | Estadio San Martín de Porres, Lima |  |
|                           |                  | Reporte   | Tapia 23'            |                                    |  |

| Campeón Universidad Católica |